# Xylopolia bella
Xylopolia bella là một loài bướm đêm thuộc họ Noctuidae. Nó được tìm thấy ở Hàn Quốc, Trung Quốc, Nhật Bản (Honshu, Shikoku, Kyushu to the Amami-Oshima Islsands) và Đài Loan.
Sải cánh dài 38–45 mm.

## Phụ loài
- Xylopolia bella amamiensis
- Xylopolia bella bella